# Conus brunneobandatus
Espèce
Conus brunneobandatus est une espèce de mollusques gastéropodes marins de la famille des Conidae.
Comme toutes les espèces du genre Conus, ces escargots sont prédateurs et venimeux. Ils sont capables de « piquer » les humains et doivent donc être manipulés avec précaution, voire pas du tout.

## Description
La taille de la coquille atteint 36,5 mm.

## Distribution
Locus typicus : au large de l'embouchure du fleuve Orénoque, Venezuela. Cette espèce d'escargot conique est présente dans la mer des Caraïbes et au large des Petites Antilles ; de la Colombie au nord du Île de Brasil.

## Taxonomie

### Publication originale
L'espèce Conus brunneobandatus a été décrite pour la première fois en 1992 par le malacologiste américain Edward James Petuch (d) dans la publication intitulée « La Conchiglia »,.

### Synonymes
- Conasprelloides brunneobandatus (Petuch, 1992) · non accepté
- Conus (Dauciconus) brunneobandatus Petuch, 1992 · appellation alternative
- Dauciconus brunneobandatus (Petuch, 1992) · non accepté

## Identifiants taxonomiques
Chaque taxon catalogué par les bases de données biologiques et taxonomiques possède un identifiant qui permet d'établir un point de référence. Les identifiants de Conus brunneobandatus dans les principales bases sont les suivants :
CoL : 5ZXNN - GBIF : 6509636 - IRMNG : 11820228 - NCBI : 460391 - TAXREF : 150744 - WoRMS : 429343